# Sensui
Sensui, o Censui, segons Joan Coromines, és un poble del terme municipal de Salàs de Pallars, al nord de la vila. L'any 2007 tenia quatre habitants en una sola família, que hi mena una granja de porcs. La resta del poble és abandonat i en ruïnes; només es conserva dempeus, del poble vell, l'església.

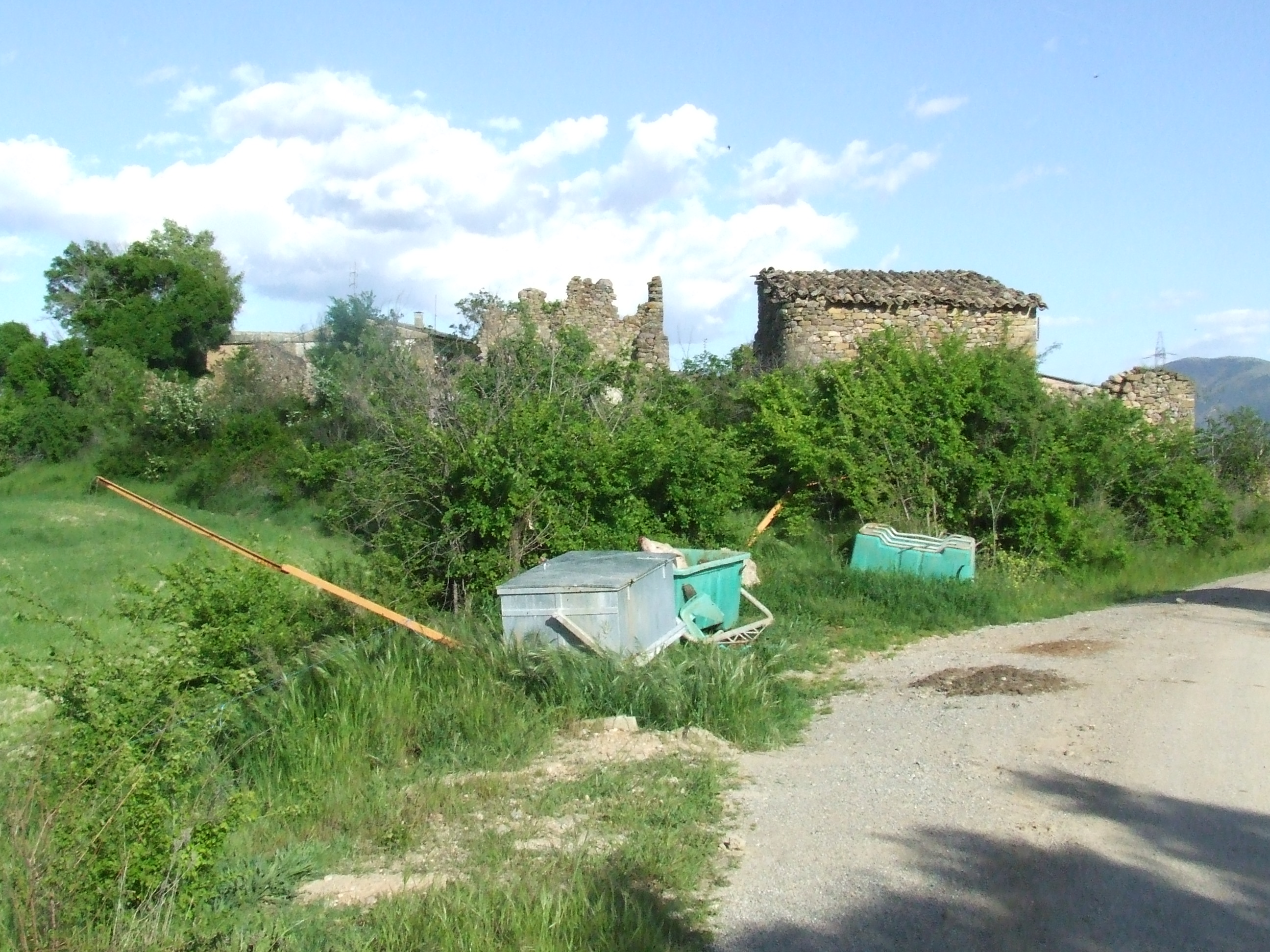
Les ruïnes del poble de Sensui, amb els abocadors de la granja de porcs que subsisteix en el lloc

El poble es troba 2,3 km al nord, en línia recta, de Salàs de Pallars, i és accessible per una carretera local asfaltada que hi mena en menys de 4 quilòmetres de recorregut. És la carretera que també mena a Rivert i, a través d'un desviament, a Santa Engràcia.

## Etimologia
Segons Joan Coromines (op. cit.), Censui procedeix d'una forma bascoide: çintçur-be (sota la gorja), en al·lusió al curs, molt engorjat, del torrent de Censui. Com es veu, Coromines es decanta per la grafia del nom del poble amb C-.

## Història
Havia tingut ajuntament propi entre el 1812 i el febrer del 1843. Fou creat arran del desplegament de la Constitució de Cadis, i suprimit i agregat a Salàs de Pallars el febrer del 1843 pel fet de no arribar als 30 veïns (caps de família) necessaris per poder mantenir l'ajuntament propi, segons les lleis municipals promulgades aquell any.
El poble és esmentat des del 994, igual que Salàs de Pallars, i el 1553 tenia 18 focs (uns 90 habitants). Tanmateix, al llarg de la història no ha passat mai d'una vintena d'habitants. El 1960 encara hi havia 12 habitants, que el 1970 havien desaparegut del poble, el qual oficialment era despoblat. En l'actualitat torna a haver-hi 4 habitants.
Havia pertangut al monestir de Sant Genís de Bellera, i després, com tot el patrimoni d'aquest monestir, al de Santa Maria de Lavaix.
Pascual Madoz parla de Centuy ó Censuy en el seu Diccionario geográfico... del 1845. Diu que és en un lloc alt, perfectament ventilat i amb clima saludable. Tenia 4 cases s'un sol pis i aspecte miserable, i una capella amb un cementiri petit. El terreny és aspre, trencat i, en general, muntanyós i de mala qualitat. Hi ha 56 jornals de terra de conreu. No té boscos amb arbres per a fusta de construcció, però sí per a treure'n llenya. S'hi produïa blat, oli i poc vi, i dolent. La principal collita és d'oli. Hi ha ovelles i cabres, dues parelles de bous per a llaurar i 5 ases. Formaven la seva població 3 veïns (caps de casa) i 16 ànimes (habitants).
Presideix l'antic nucli de Sensui la seva església, romànica, Santa Bàrbara de Sensui.